# أحمد حربي
أحمد حربي محاجنة (مواليد 16 يوليو 1986 في أم الفحم) لاعب كرة قدم فلسطيني يجيد اللعب في مركز الدفاع مع منتخب فلسطين الوطني و نادي هبوعيل أبناء اللد. بدأ مسيرته الدولية في مباراة ودية ضد السودان عام 2010.

## أهدافه مع المنتخب الوطني
| #  | تاريخ        | مكان            | خصم     | نتيجة   | منافسة                         |
| -- | ------------ | --------------- | ------- | ------- | ------------------------------ |
| 1. | 25 مارس 2011 | يانغون، ميانمار | ميانمار | فوز 3–1 | تصفيات كأس التحدي الآسيوي 2012 |

## روابط خارجية
- أحمد حربي على موقع قاعدة بيانات كرة القدم.إي يو (الإنجليزية)
- أحمد حربي على موقع ناشيونال فوتبول تيمز (الإنجليزية)
- أحمد حربي على موقع Soccerway.com (الإنجليزية)